# Syncollesis tiviae
Syncollesis tiviae là một loài bướm đêm trong họ Geometridae.